# Ernst Bürstinghaus
Ernst Ludwig Bürstinghaus (* 23. Juli 1865 in Dortmund; † nach 1926) war ein deutscher Opernsänger (Bariton).

## Leben
Bürstinghaus begann seine Karriere 1903 am Stadttheater von Troppau. Danach ging er nach Halle/Saale, Mainz und Chemnitz. Von 1911 bis 1915 war er an der Oper Breslau tätig.
Bekannte Partien waren der „Telramund“ im Lohengrin, der „Hans Sachs“ in den Meistersingern und der „Amonasro“ in Aida.
Verheiratet war er von 1913 bis 1926 mit der Opernsängerin Lotte Dörwald (geborene Elisabeth Charlotte Derwald).